# Баллихайд
Баллихайд (англ. Ballyhide; ирл. Áth Liag) — деревня в Ирландии, находится в графстве Лиишь (провинция Ленстер) у границы с графством Карлоу и неподалёку от центра соседнего графства, города Карлоу.